# تشارلي ووكر (لاعب كريكت بريطاني)
تشارلي ووكر (21 مايو 1992 ببرستل في المملكة المتحدة - ) (بالإنجليزية: Charlie Walker)‏ هو لاعب كريكت بريطاني. لعب مع Herefordshire County Cricket Club ‏ ونادي الكريكت في جامعة أكسفورد ‏.

## وصلات خارجية
- تشارلي ووكر على موقع إي آس بي آن كريك إنفو (الإنجليزية)